# Lee Van Cleef
Clarence LeRoy Van Cleef, Jr. (Somerville, Nova Jérsei, 9 de janeiro de 1925 – Oxnard, Califórnia, 16 de dezembro de 1989) foi um ator estadunidense.

## Biografia
Van Cleef serviu na Marinha dos Estados Unidos durante a Segunda Guerra Mundial antes de iniciar sua carreira artística. Ganhou notoriedade em filmes de faroeste, notadamente como vilão. Estreou no gênero em High Noon ("Matar ou Morrer", no Brasil), de 1952, como um dos pistoleiros perseguidos por Gary Cooper.
Ao longo de sua carreira, atuou em aproximadamente 350 produções entre cinema e televisão. Na década de 1970, era considerado um dos dez atores mais populares da Europa.
Enfrentou problemas com o alcoolismo, o que o afastou das telas por certo período. Posteriormente, recuperou-se e destacou-se no ciclo de western spaghetti, trabalhando com o diretor Sergio Leone e o ator Clint Eastwood. Um de seus últimos papéis foi como protagonista da série televisiva sobre artes marciais, exibida no Brasil com o título O Mestre.
Faleceu aos 64 anos, vítima de infarto agudo do miocárdio, em sua residência. Seu sepultamento ocorreu no Forest Lawn Memorial Park (Hollywood Hills), em Los Angeles, Califórnia.

## Principais filmes
- 1989 — Thieves of Fortune
- 1989 — Speed Zone!
- 1988 — Der Commander
- 1986 — Armed Response
- 1985 — La Leggenda del rubino malese
- 1984 — Goma-2
- 1984 — The Master
- 1981 — Escape from New York
- 1980 — The Octagon
- 1978 — The Squeeze
- 1977 — Kid Vengeance
- 1975 — Take a Hard Ride
- 1974 — Diamante Lobo
- 1974 — Là dove non batte il sole
- 1973 — Dio, sei proprio un padreterno!
- 1972 — Il Grande duello
- 1972 — The Magnificent Seven Ride!
- 1971 — È tornato Sabata... hai chiuso un'altra volta
- 1971 — Bad Man's River
- 1971 — Captain Apache
- 1970 — Barquero
- 1970 — El Condor
- 1969 — Ehi amico... c'è Sabata, hai chiuso!
- 1968 — Commandos
- 1968 — Al di là della legge
- 1967 — I giorni dell'ira
- 1966 — Da uomo a uomo
- 1966 — Il Buono, il brutto, il cattivo
- 1966 — Resa dei conti, La
- 1966 — Laredo
- 1965 — Per qualche dollaro in più
- 1963 — The Travels of Jaimie McPheeters
- 1962 — How the West Was Won
- 1962 — The Man Who Shot Liberty Valance
- 1961 — Posse from Hell
- 1960 — The Slowest Gun in the West
- 1959 — Ride Lonesome
- 1958 — Machete
- 1958 — The Young Lions
- 1957 — Gun Battle at Monterey
- 1957 — Joe Dakota
- 1957 — The Badge of Marshal Brennan
- 1957 — The Quiet Gun
- 1956 — Accused of Murder
- 1956 — It Conquered the World
- 1956 — The Conqueror
- 1956 — Pardners
- 1955 — The Naked Street
- 1955 — Ten Wanted Men
- 1955 — Treasure of Ruby Hills
- 1954 — The Yellow Tomahawk
- 1954 — The Desperado
- 1954 — Rails into Laramie
- 1953 — Tumbleweed
- 1953 — The Beast from 20,000 Fathoms
- 1953 — The Lawless Breed
- 1952 — High Noon